# Noemi Jaffe
Noemi Jaffe (São Paulo, 1962) é uma escritora, professora e crítica literária brasileira.
Criada no bairro paulistano do Bom Retiro por uma família asquenaze de raízes iugoslavas, doutorou-se em literatura brasileira pela USP, dá aulas de Escrita Criativa na Casa do Saber, no curso de Formação de Escritores do Instituto Vera Cruz e mantém vários grupos particulares. Também trabalha como crítica literária para o jornal Folha de S.Paulo. 
Seus livros de ficção são: Todas as coisas pequenas (Hedra, 2005), Quando nada está acontecendo (Martins, 2011), O que os cegos estão sonhando?  (Ed. 34, 2012), A verdadeira história do alfabeto (Companhia das Letras, 2012) e Írisz: as orquídeas (Companhia das Letras, 2015). Ganhou o Prêmio Brasília de Literatura de 2014 com o livro A verdadeira história do alfabeto.

## Obras publicadas
- Todas as coisas pequenas (Hedra, 2005)
- Quando nada está acontecendo (Martins Fontes, 2011)
- A verdadeira história do alfabeto (Companhia das Letras, 2012)
- O que os cegos estão sonhando? (Editora 34, 2012)
- Írisz: as orquídeas. (Companhia das Letras, 2015)
- O livro dos começos (Cosac Naify, 2016)
- Não está mais aqui quem falou (Companhia das Letras, 2017)
- O que ela sussurra (Companhia das Letras, 2020)
- Lili- Novela de um luto (Companhia das Letras, 2021)[3]
- Te dou minha palavra (Companhia das Letras, 2025)[4]

### Não ficção
- Folha explica Macunaíma (Publifolha, 2001)
- Do princípio às criaturas (USP–CAPES, 2008)
- Crônica na sala de aula (Itaú cultural - 2003)
- Ver palavras, ler imagens (Global, 2001)
- Escrita em movimento (Companhia da Letras, 2023)[5]